# Fogo de Chão
Fogo de Chão foi um programa de televisão brasileiro exibido aos domingos pela Ulbra TV.
Apresentado por Vilmar Romera, o programa que enaltece a cultura do Rio Grande do Sul por meio da música, da trova e de reportagens temáticas.

## História
O programa estreou em 3 de agosto de 2008,sendo sempre exibido aos domingos ao meio-dia, considerado o horário nobre dos tradicionalistas gaúchosO programa mostrava o melhor da tradição do Rio Grande do Sul sendo reverenciado pela Assembleia Legislativa do Rio Grande do Sul.O programa durou até a morte de Vilmar Romera,em dezembro de 2014